# Università di Osijek
L'Università di Osijek, chiamata ufficialmente Università Josip Juraj Strossmayer di Osijek (in croato: Sveučilište Josipa Jurja Strossmayera u Osijeku; in latino: Universitas studiorum Mursensis) o comunemente abbreviata con acronimo di UNIOS, è un'università pubblica croata con sede a Osijek fondata nel 1975.

## Descrizione
L'università è organizzata in 11 facoltà. Nel 1990 il nome venne cambiato in onore del vescovo cattolico romano Josip Juraj Strossmayer. Le classifiche QS World University hanno collocato l'Università di Osijek nella fascia 201-250 nell'Europa emergente e in Asia centrale nel 2019. Nel 2018 la classifica Webometrics delle università mondiali l'ha classificata come la quarta migliore università della Croazia tra le 49 istituzioni d'istruzione terziaria dal paese.